# 神田比呂志
神田 比呂志（かんだ ひろし、1967年9月24日 - ）は、フジテレビ事業局事業部副部長、チーフプロデューサー。

## 来歴
- 1991年、ニッポン放送に入社。制作部のディレクターであった。
- 2003年6月、同局のイベント開発部のプロデューサーに異動。
- 2006年4月3日、フジテレビに転籍。

## 人物
- 愛称は「カンダム」・「カンダゴテ」・「元神田D」（『ナインティナインのオールナイトニッポン』にて）、「キューを振るバカ」・「神さまの田んぼと書いてバカ」（『aikoの@llnightnippon.com』にて）。
- 『福山雅治のオールナイトニッポン』のFAXの呼び込み（「東京03-5500-0707、東京03 チン○立つ立つ」）は神田が考案した。下ネタ好きの福山は即座に飛びつき、番組終了まで使い続けることとなる。
- ニッポン放送時代は『ブロードバンド!ニッポン』の金曜日「丸の内OL探偵団」の映画紹介コーナー「シネ丸チェック」に生出演していた。
- 横浜アリーナで行われた、ニッポン放送の深夜放送パーソナリティー総出演のイベント「そんなのありーな!?エピソード3」（2002年8月）、「こんなのありーな!?アマゾン」（2003年8月）にてそれぞれイベントプロデューサーを務め、現職に抜擢される。
- フジテレビへの転籍後は事業局プロデューサーとして『マジック革命!セロ!!』、『鶴瓶のらくだ』などの舞台を担当。同舞台では鶴瓶との対談役として、テレビコマーシャルにも出演。
- 『坂元裕二 朗読劇2021』プロデュース

## 担当していたラジオ番組
- 高田文夫のラジオビバリー昼ズ
- 伊集院光のOh!デカナイト
- 福山雅治のオールナイトニッポン
- ナインティナインのオールナイトニッポン
  - ナインティナインのallnightnippon SUPER!
  - ナインティナインの@llnightnippon.com
- 福山雅治のオールナイトニッポンサタデースペシャル・魂のラジオ
- aikoの@llnightnippon.com
- 西川貴教のオールナイトニッポン
- 堀内健とビビる大木のオールナイトニッポン
- 岩男潤子と荘口彰久のスーパーアニメガヒットTOP10
- グローバーのウラナイ!
- 田中麗奈ハートをあげるっ
- SMAPのオールナイトニッポン（特番）
- 平井堅のオールナイトニッポン （特番）
- オールナイトニッポンディレクターズのオールナイトニッポン（1997/11）

神田と田所健太郎がパーソナリティーを勤めた。

## 関連人物

### 芸能人
- 福山雅治
- ナインティナイン（岡村隆史、矢部浩之）
- aiko
- 西川貴教（T.M.Revolution）
- 堀内健（ネプチューン）
- ビビる大木
- 笑福亭鶴瓶

### 会社関連
フジテレビ時代
- 片岡飛鳥

ニッポン放送時代
- 節丸雅矛
- 勅使川原昭
- 松尾紀明
- 石田誠
- 角銅秀人
- 川島カヨ